# Placa de Galápagos

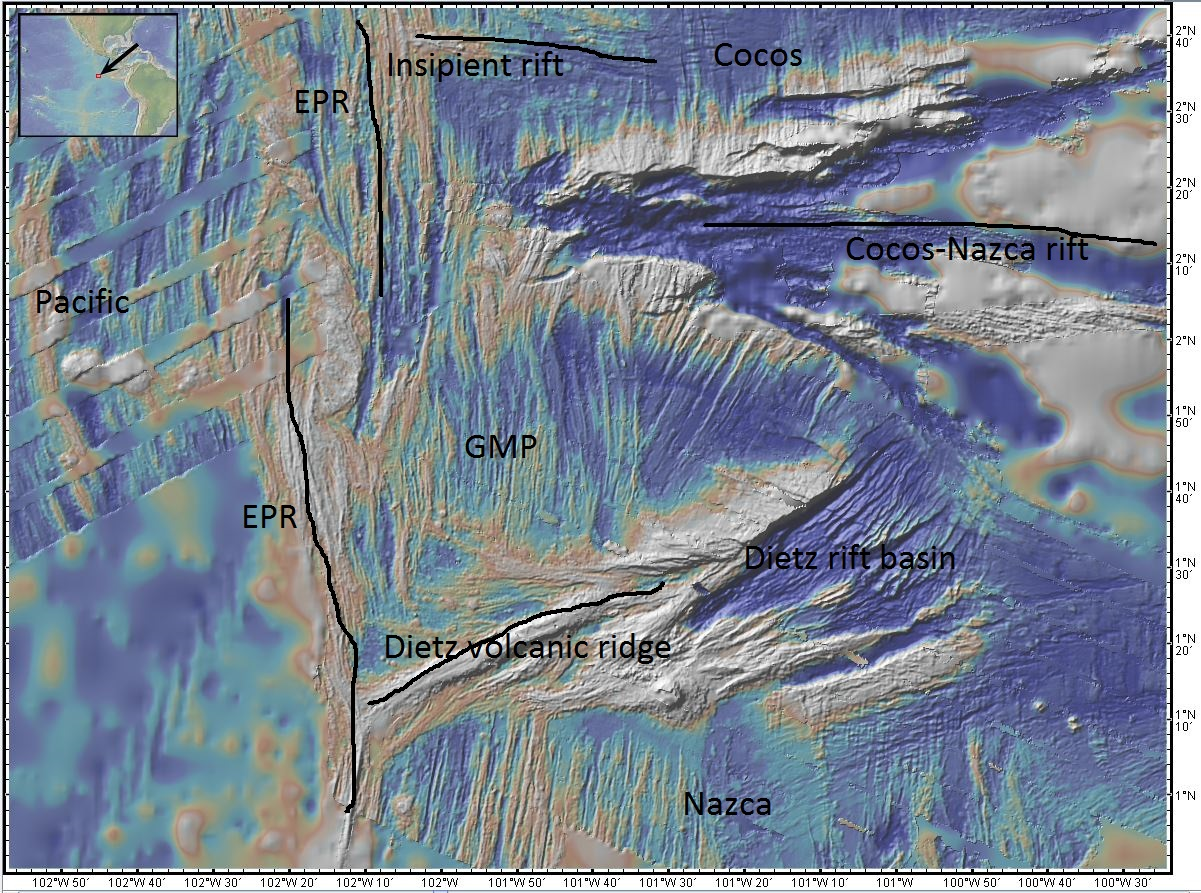
Placa.

La placa de Galápagos es una característica geológica de la corteza oceánica ubicada a 1 ° 50 'N, de la costa oeste de Colombia. La Placa de Galápagos es una formación de una Triple unión tectónica. En la Unión Triple de Galápagos, se encuentran: la Placa del Pacífico, la Placa del Coco y la Placa de Nazca se encuentran de forma incompleta, formando dos microplacas de giro contrario en la unión de las crestas de propagación de Cocos-Nazca, Pacífico-Cocos y Pacífico-Nazca.

## Evolución geológica
La placa de Galápagos, cubre un área de 13,000 km², se formó para acomodar los movimientos de tres placas principales en movimiento. Antes de la formación de la placa de Galápagos, la unión triple de Galápagos era una unión de  triple cresta convencional. La historia de la placa se remonta a hace 1.4 millones de años, como lo demuestra la traza de la cresta de triple unión del sur en la Placa del Pacífico que constituye el límite sur de la micro-placa de Galápagos. En ese momento, el límite sur de la micro-placa comenzaba a formarse por un hotspot activo ubicado debajo de Aumento del Pacífico oriental. El hotspot se desplazó desde la Placa del Pacífico a la Placa de Nazca hace aproximadamente 1.2 millones de años y se comenzó a desarrollar una cadena de monte submarino en la Placa de Nazca. A medida que el punto de acceso continuaba migrando, el rift de la Placa de Nazca se desarrolló a lo largo de su trayectoria. Este límite se conoce ahora como Dietz Deep Volcanic Ridge, que se extiende hacia el noreste y crece a una velocidad de 39 mm cada año. Dietz Deep Ridge termina en Dietz Deep Basin, una función extensional con un alto relieve en altura. Los montes submarinos han sido volcánicamente activos con erupciones en curso y continúan elevando la cresta volcánica profunda en Dietz.
La forma local de la subida del Pacífico oriental ha variado con el desarrollo de la micro-placa de Galápagos. Hace aproximadamente 1,5 millones de años, el aumento del Pacífico oriental fue convexo hacia el oeste. Con el tiempo, el eje de la subida del Pacífico oriental se enderezó y la unión triple comenzó a migrar hacia el sur.

## Estructura
La Placa se divide en dos regiones entre el norte (Placa de Galápagos del Norte) y el sur (Placa de Galápagos). La Placa de Galápagos está delimitada por la cresta volcánica Dietz a 1 ° 10'N, al sur de la cresta Cocos-Nazca, y la Placa de Galápagos del norte (denominada NGMP) está delimitada por la cresta incipiente a 2 ° 40'N, al norte de Cocos. El oeste se está propagando y divergiendo lentamente La cresta de Nazca corta entre las dos placas secundarias hacia la subida del Pacífico oriental. Sin embargo, la punta de Cocos-Nazca no cumple completamente con el Aumento del Pacífico Oriental y, de hecho, la cresta Cocos-Nazca cresta se propaga al oeste fisuras secundarias transitorias por esfuerzo de corte es. La punta de la cresta Cocos-Nazca ha mantenido una distancia de 50 millas por hora desde la elevación del Pacífico oriental y se ha movido ligeramente hacia la parte este de la Placa debido a la rotación en el sentido de las agujas del reloj de la micro-placa de nazca.

## Movimiento de la Placa de Galápagos y la Placa de Galápagos del Norte

### Placa de Galápagos
Las estimaciones actuales del movimiento de la Placa pueden ser inexactas porque el conjunto limitado de datos de observación es demasiado pequeño para las suposiciones de cálculo basadas en vectores grandes. Dicho esto, el polo de rotación estimado se ubica a 1.4° Sur, 99.8° Este, a 400 km al sureste del centro de la Placa y 350klm desde su límite más cercano. El movimiento es en sentido contrario a las agujas del reloj a 6° / Myr. Esta tasa está de acuerdo con el golpe al norte de las colinas abisales del Pacífico-Galápagos.

### Placa de Galápagos del Norte (NGMP)
La cresta incipiente en forma de cuña caracteriza el movimiento completo del NGMP, como lo demuestra la actividad magmática reciente y los perfiles de anomalía magnética. El extremo oriental de la cresta incipiente se detecta cortando las colinas abisales de tendencia norte-sur, y tanto los datos batimétricos como magnéticos han mostrado un reciente magmatismo a lo largo de esta cresta, apoyando la idea de que aquí se encuentra un pivote en sentido contrario a las agujas del reloj. La rotación del NGMP se puede entender como bloques que giran en el sentido de las agujas del reloj arrastrados por esfuerzos cortantes desde los bordes de la placa.